# 格温德琳·波特
格温德琳·波特（英語：Gwendoline Porter，1902年4月25日—1993年8月29日），英国女子田径运动员，主攻短跑。她曾代表英国参加1932年夏季奥林匹克运动会田径比赛，获得女子4×100米接力铜牌。